# William Gould Young

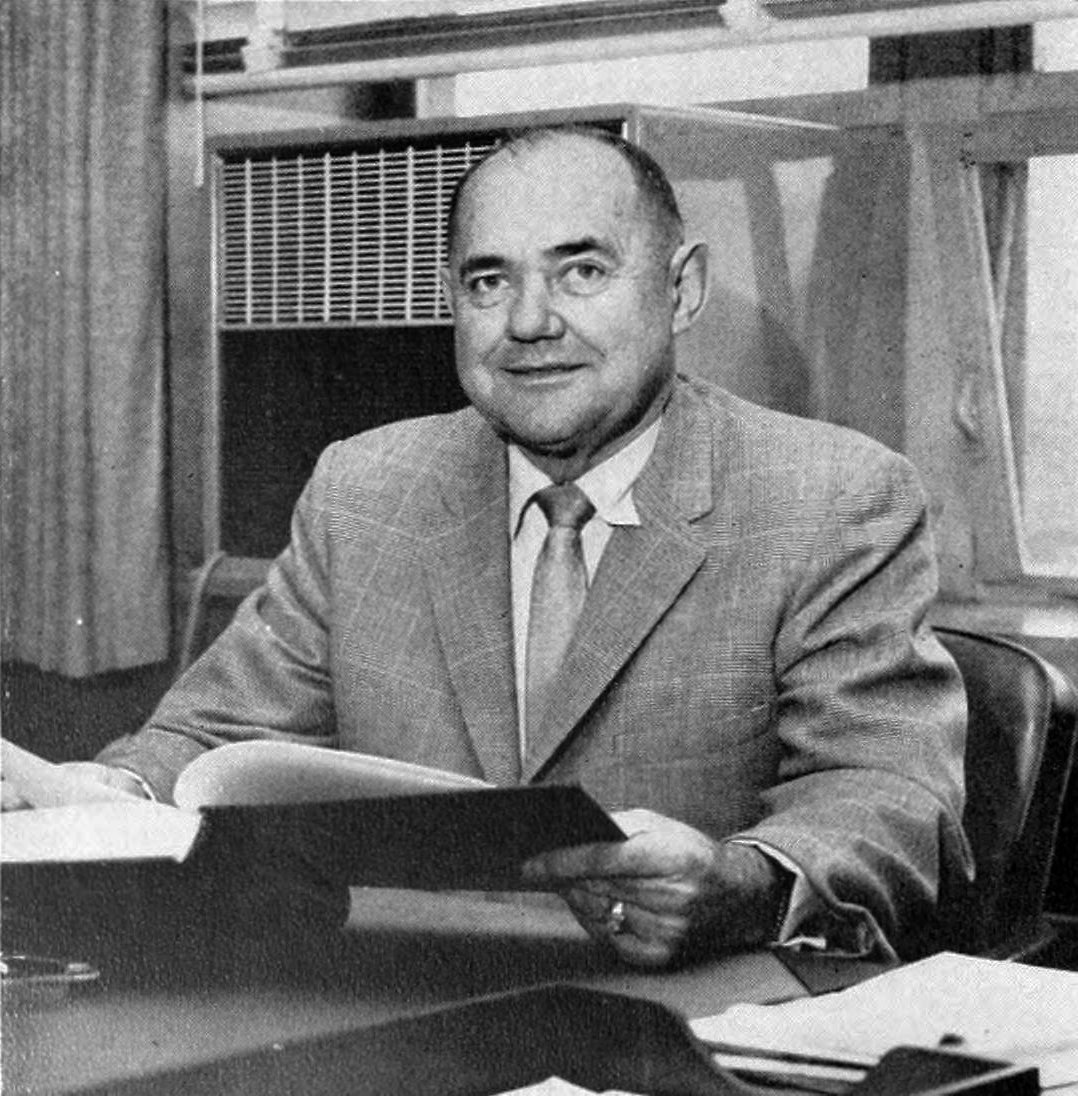
William G. Young 1960

William Gould Young  (* 30. Juli 1902 in Colorado Springs; † 5. Juli 1980 in Laguna Hills) war ein US-amerikanischer Chemiker (Physikalische Organische Chemie) und Hochschullehrer an der University of California, Los Angeles (UCLA).
Sein Vater war Schmuckverkäufer und später Aktienhändler. Young studierte am Colorado College mit dem Bachelor-Abschluss 1924 und dem Master-Abschluss in Chemie 1925. Danach forschte er am Labor für Pflanzenphysiologie der Carnegie Institution in Carmel in Kalifornien. Ab 1927 setzte er sein Studium am Caltech fort und wurde 1929 bei Howard J. Lucas in organischer Chemie promoviert mit einer Dissertation über Butene. Als Post-Doktorand war er an der Stanford University und danach Instructor und später Professor an der UCLA. 1940 wurde er Department Chairman. 1948 wurde er Dekan für Physical Sciences und 1957 Vizekanzler der Universität für Planung, was er bis zu seinem Ruhestand 1970 blieb. In dieser Funktion war er wesentlich an der Gründung des Center for Health Sciences der UCLA beteiligt.
Zu seinen Schülern gehört Saul Winstein, der bei ihm seinen Master erwarb (damals ermöglichte die UCLA noch keine Promotionen) und mit dem er veröffentlichte.
1968 erhielt er die Priestley-Medaille. Er war Mitglied der National Academy of Sciences (1951). Das Chemiegebäude der UCLA (Young Building) wurde nach ihm benannt. Er war Ehrendoktor der UCLA, des Colorado College und der University of Colorado. 1961 erhielt er die Richard C. Tolman Medal.